# Пиперин
Пиперин — C17H19NO3 — алкалоид, находящийся в различных сортах перечных. Основной алкалоид, вызывающий жгучий вкус чёрного перца. Содержание пиперина колеблется от 1—2 % в длинном перце до 5—9 % в чёрном и белом перце. Открыт в 1819 году датским физиком Хансом Эрстедом, но эмпирическая формула его была установлена значительно позднее Огюстом Лораном.
Для получения пиперина, по Казеневу и Калльо, измельчённый перец кипятят 15 мин с известковым молоком, затем смесь выпаривают досуха на водяной бане и сухой остаток экстрагируют эфиром; по выпаривании большей части эфира и дальнейшем свободном испарении его пиперин выкристаллизовывается в виде желтоватых призм, легко очищаемых перекристаллизацией из спирта. Полученный таким образом пиперин представляет собой белые кристаллы, плавящиеся при 120 °C, растворяющиеся в крепкой серной кислоте с красным цветом и обладающие свойствами весьма слабого одноатомного основания. Что касается его строения, то пиперин является одним из тех немногих алкалоидов, рациональные формулы которых были найдены сравнительно без больших затруднений. Это нужно приписать его легкому распаданию на пиперидин C5H11N и пипериновую кислоту C12H10O4 под действием спиртовой щелочи по уравнению
C17H19NO3 + H2O = C5H11N + C12H10O4,
благодаря чему, раз были найдены рациональные формулы для пиперидина и пипериновой кислоты, легко уже было вывести и формулу пиперина как пипериноилпиперидина, то есть C5H10N−CO−C11H9O2. Такой вывод подтвердился и на опыте: Рюггеймер в 1882 году, действуя в бензольном растворе хлорангидридом пипериновой кислоты на пиперидин, получил продукт, тождественный с пиперином, выделенным из перца.